# St. Michaelis (Burgstemmen)

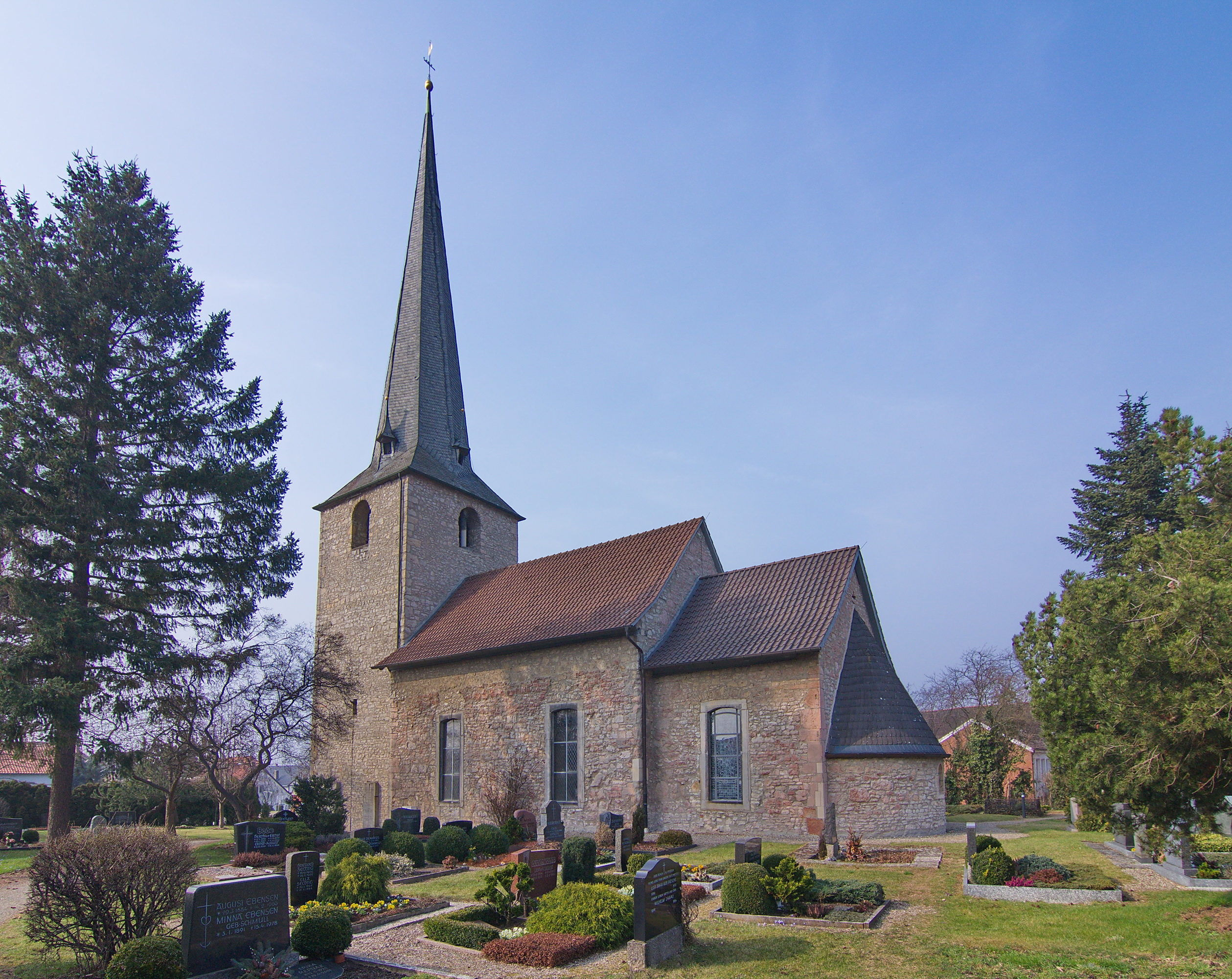
St. Michaelis

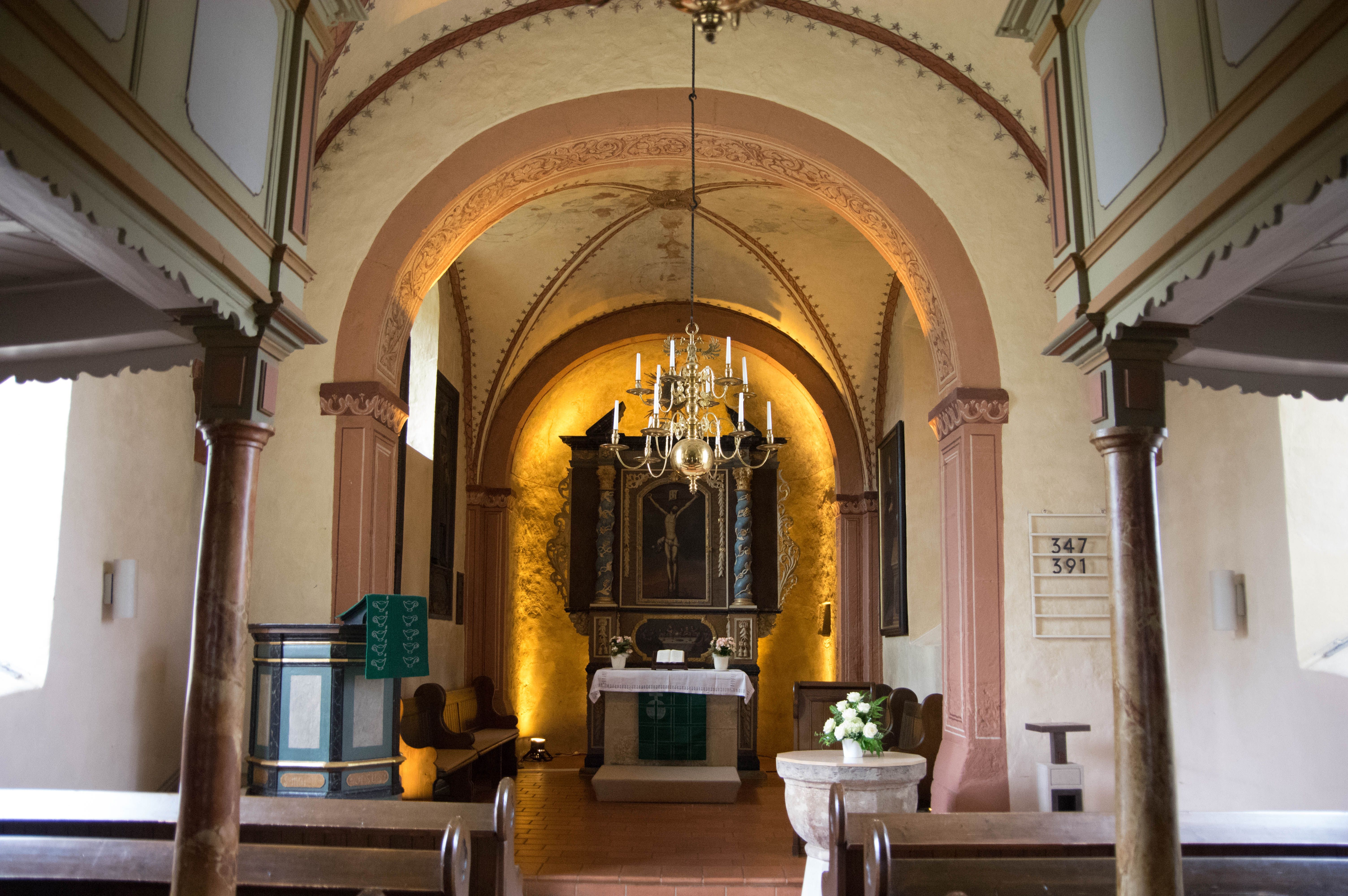
Innenansicht

Die evangelisch-lutherische denkmalgeschützte nach dem Erzengel Michael benannte Kirche St. Michaelis steht in Burgstemmen, einem Ortsteil der Gemeinde Nordstemmen im Landkreis Hildesheim von Niedersachsen. Die ehemals eigenständigen evangelischen Kirchengemeinden St. Michaelis Burgstemmen, St. Mauritius (Heyersum) und St. Bartholomäus (Mahlerten) haben sich zur Dreikirchengemeinde zusammengeschlossen. Sie gehört zum Kirchenkreis Hildesheimer Land-Alfeld im  Sprengel Hildesheim-Göttingen der Evangelisch-lutherischen Landeskirche Hannovers.

## Geschichte
Die erste Erwähnung der Kirche geht aus einer Urkunde des Bischofs Bernward von Hildesheim aus dem Jahre 996 hervor. Sie war eine Eigenkirche Bernwards. Seinen gesamten Besitz, und damit auch die Kirche, hatte er dem Michaeliskloster in Hildesheim übertragen. Bis 1802 übte das Kloster noch das Kirchenpatronat für die Burgstemmer Kirche aus. In den Jahren 1981/83 wurde die Kirche dann wieder umfangreich renoviert, so wie sie sich heute darstellt. Dabei wurden Wandmalereien im Chor aus dem 13. Jahrhundert freigelegt.

## Beschreibung
Die heutige, romanische Saalkirche wurde aus Bruchsteinen um 1200 erbaut. Sie hat den Kirchturm im Westen, der an seiner Nord- und Südecke große Ecksteine hat, ein mit einem Satteldach bedecktes Langhaus aus zwei Jochen, einem eingezogenen, etwas niedrigeren Chor, ebenfalls mit einem Satteldach bedeckt, und eine halbrunde Apsis. Die Decke des Innenraums des Langhauses und des Turms wird durch ein durchgängiges Kreuzgratgewölbe getragen. Beide Räume sind durch einen niedrigen Durchgang verbunden. Der Turm war zunächst als Wehrturm gebaut worden, der ursprünglich ein Pultdach hatte. Im Jahr 1600 erhielt er den spitzen, achtseitigen, schiefergedeckten, mit einer Turmkugel bekrönten Helm, der nach einem Blitzeinschlag 1862 erneuert werden musste. Seine gekuppelten Klangarkaden sind rundbogig. Hinter ihnen liegt die Glockenstube, seit 1655 mit einem dreistimmigen Geläut. Während des Ersten und Zweiten Weltkriegs wurden zwei der drei Kirchenglocken eingeschmolzen und konnten erst 1955 ersetzt werden. Seit dieser Zeit läuten wieder drei Glocken. Eine erste Turmuhr gab es 1654. Die Uhr musste mehrfach repariert werden, so dass man sich 1832 zu einer Neuanschaffung entschloss. Es war aber ein Fehlkauf, so dass sie schon 1875 erneut ersetzt werden musste. 
1766 hatte der Pastor den Fußboden um 60 cm absenken lassen, außerdem hatte er vier große Fenster in das Mauerwerk brechen lassen, um bessere Lichtverhältnisse zu erreichen. Dadurch hatte die nördliche Außenwand nachgegeben und musste nun im oberen Bereich neu aufgesetzt werden. Außerdem hatte er den Altar zu einem Kanzelaltar umbauen lassen. Die Orgel wurde mit einem neuen Prospekt versehen. 
Das Taufbecken aus Sandstein ist um 1500 gefertigt worden. An der Nordwand befinden sich zwei Epitaphe von Pastoren.
Der barocke Altar stammt aus 1742, zwei gedrehte Säulen umrahmen Christus am Kreuz. Der 1776 umgebaute Kanzelaltar wurde wieder zurückgebaut. Die erste Orgel stammte aus dem Jahr 1621. Da sie häufig repariert werden musste, wurde 1904 eine neue Orgel angeschafft. Der Prospekt vor der Orgel blieb erhalten. Die heutige Orgel hat zehn Register, verteilt auf zwei Manuale und ein Pedal. Sie wurde 1973 von Emil Hammer Orgelbau gebaut und 2012 von Jörg Bente restauriert.